# Rugby na śniegu

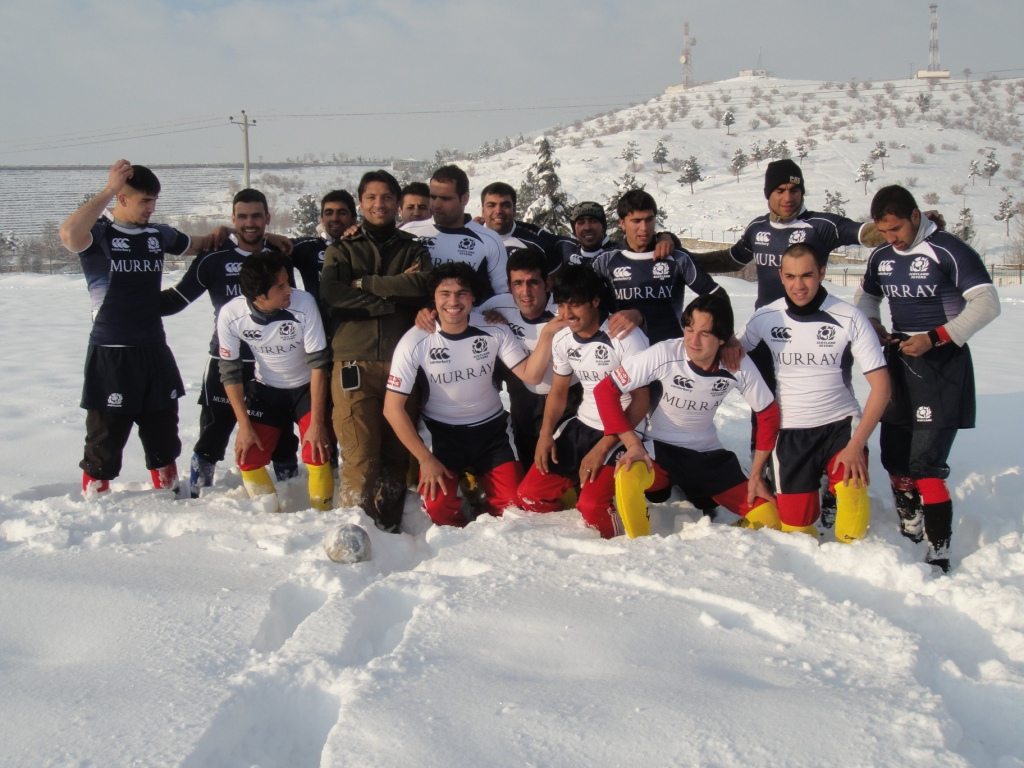
Drużyna rugby na śniegu

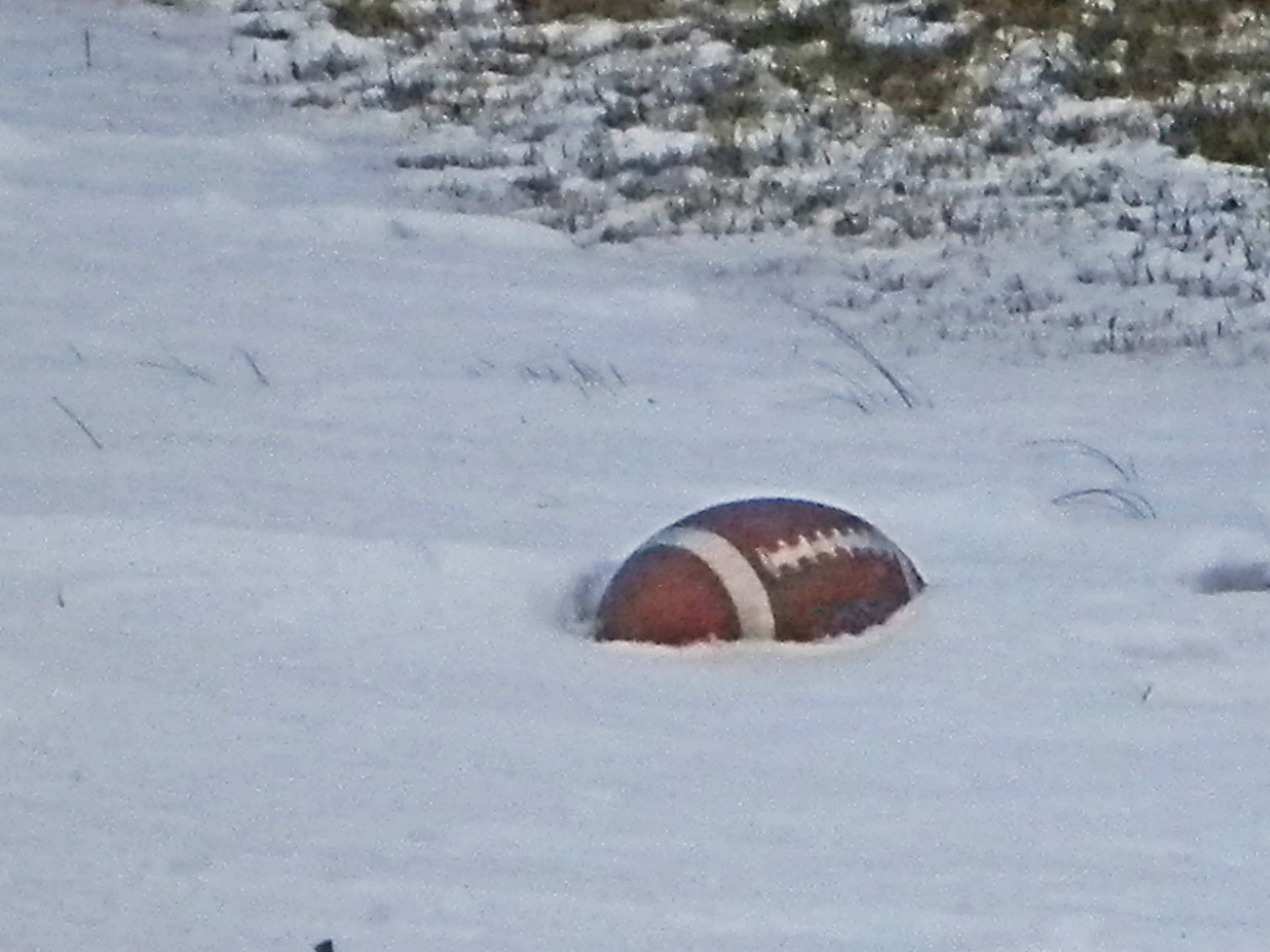
Piłka do rugby na śniegu

Rugby na śniegu (ang. Snow rugby) – zespołowa dyscyplina sportu będąca odmianą rugby, w której mecze rozgrywane są na boisku pokrytym śniegiem. Mecze rugby często rozgrywane w niskich temperaturach na wypełnionych śniegiem boiskach były inspiracją do stworzenia „zimowej” odmiany tej dyscypliny. Rozgrywana jest w górskich obszarach Argentyny, Finlandii, Kanadzie, regionie Kaszmiru, Rosji i innych państwach byłego Związku Radzieckiego oraz na północy Stanów Zjednoczonych. 
Boisko do rugby na śniegu ma taki sam rozmiar, co boisko do rugby przy czym powinno być pokryte głębokim śniegiem co najmniej na wysokości piszczeli zawodników. Piłka jest taka sama, jak używana w „klasycznym” rugby. Rugbyści noszą strój, który sprzyja grze przez dłuższy czas w śniegu bez wyrządzania szkody organizmowi. Liczba graczy, czas trwania gry i jej zasady, rozgrywka i punktacja są dokładnie takie same jak w rugby 7.